# The Wolves (Newfoundland en Labrador)
The Wolves zijn een eilandengroep in Newfoundland en Labrador, de oostelijkste provincie van Canada. De onbewoonde archipel bestaat uit drie kleine, rotsachtige eilanden in de Labradorzee, voor de oostkust van het schiereiland Labrador.

## Geografie
The Wolves liggen ongeveer 2,5 km ten noordoosten van het grote Black Island en zo'n 800 m ten oosten van Offer Wolf Island. The Wolves en Offer Wolf Island vormen tezamen met onder andere de Halfway Rock een formatie van kleine eilanden, riffen en zowel boven als onder water gelegen rotsen. Soms wordt ook deze volledige formatie als "The Wolves" bestempeld.
Het vasteland van Labrador ligt zo'n 8 km naar het zuidwesten toe, voorbij Black Island.
De kleine eilanden bereiken hoogtes van wel 20 tot 25 m boven de zeespiegel.
Het grootste eiland is langwerpig met een lengte van 450 m tegenover een maximale breedte van 100 m. Het wordt in het zuiden door een amper 15 m brede watergang gescheiden van het tweede eiland. Het derde eiland ligt op haar beurt minder dan 100 m ten westen van het grote eiland. De cumulatieve oppervlakte van de drie eilandjes is ongeveer 5 hectare.

## Geologie
De bodem van The Wolves bestaat volledig uit massieve tot sterk gelaagde gabbro en noriet. Het gesteente is normaal gelaagd met een subofitische textuur, die op sommige plaatsen coronitisch is. Hetzelfde type gesteente ligt aan het oppervlak van Offer Wolf Island.
Het bodemgesteente maakt deel uit van een bredere formatie van laat-Labradorse anorthositische en mafische intrusies met een ouderdom van 1600–1660 Ma (1,60 à 1,66 miljard jaar).